# سیارک ۲۵۰۱
سیارک ۲۵۰۱ (به انگلیسی: 2501 Lohja، نامگذاری:1942GD) دو هزار و پانصد و یکمین سیارک کشف شده‌است که در ۱۴ آوریل ۱۹۴۲ کشف شد.
قدر مطلق سیارک برابر ۱۲٫۰۸ است.